# 올자강
올자강(폴란드어: Olza, 체코어: Olše, 독일어: Olsa)은 체코 서북부와 폴란드 서남부를 흐르는 강으로 길이는 86.2km, 유역 면적은 1,118 km2이다. 올자강과 접한 주요 도시로는 체코 야블룬코프, 트르지네츠, 체스키테신, 카르비나, 보후민, 폴란드 치에신이 있다.